# TB/FC Suðuroy/Royn
TB/FC Suðuroy/Royn ist ein färöischer Fußballclub mit Sitz in Tvøroyri auf der Insel Suðuroy. Die Medien verwendeten anstatt der Langform hingegen den Namen Suðuroyarliðið („Die Mannschaft von Suðuroy“), während sich die Fans auf den Namen Suðringar („Die Personen von Suðuroy“) verständigten.

## Geschichte
Der Verein entstand Anfang 2017 aus der Fusion von TB Tvøroyri, FC Suðuroy und Royn Hvalba, wobei der Platz von TB in der Betrideildin eingenommen wurde. Diese belegten in ihrer letzten Saison den siebten Platz. Die zweite Mannschaft von TB/FC Suðuroy/Royn übernahm den Platz von FC Suðuroy in der 1. Deild, die 2016 mit dem dritten Platz am Aufstieg scheiterten. Royn Hvalba belegte in der 2. Deild 2016 den siebten Platz und wurde durch die dritte Mannschaft ersetzt.
Im ersten Jahr nach der Gründung startete der Verein mit vier Siegen aus den ersten fünf Spielen in die Ligasaison und belegte somit den ersten Platz. Diese gute Form konnte jedoch bis zum Ende nicht gehalten werden, zum Saisonende landete der Verein auf dem achten Platz. Im Färöischen Fußballpokal schied TB/FC Suðuroy/Royn im Viertelfinale mit 2:3 nach Verlängerung gegen NSÍ Runavík aus. Nachdem die zweite Saison auf dem siebten Platz abgeschlossen wurde, kam es zur Auflösung der Fusion, der Startplatz in der Liga wurde wieder durch TB Tvøroyri eingenommen.

## Trainer
- Maurice Ross (2017)
- Glenn Ståhl (2018)

## Bekannte Spieler

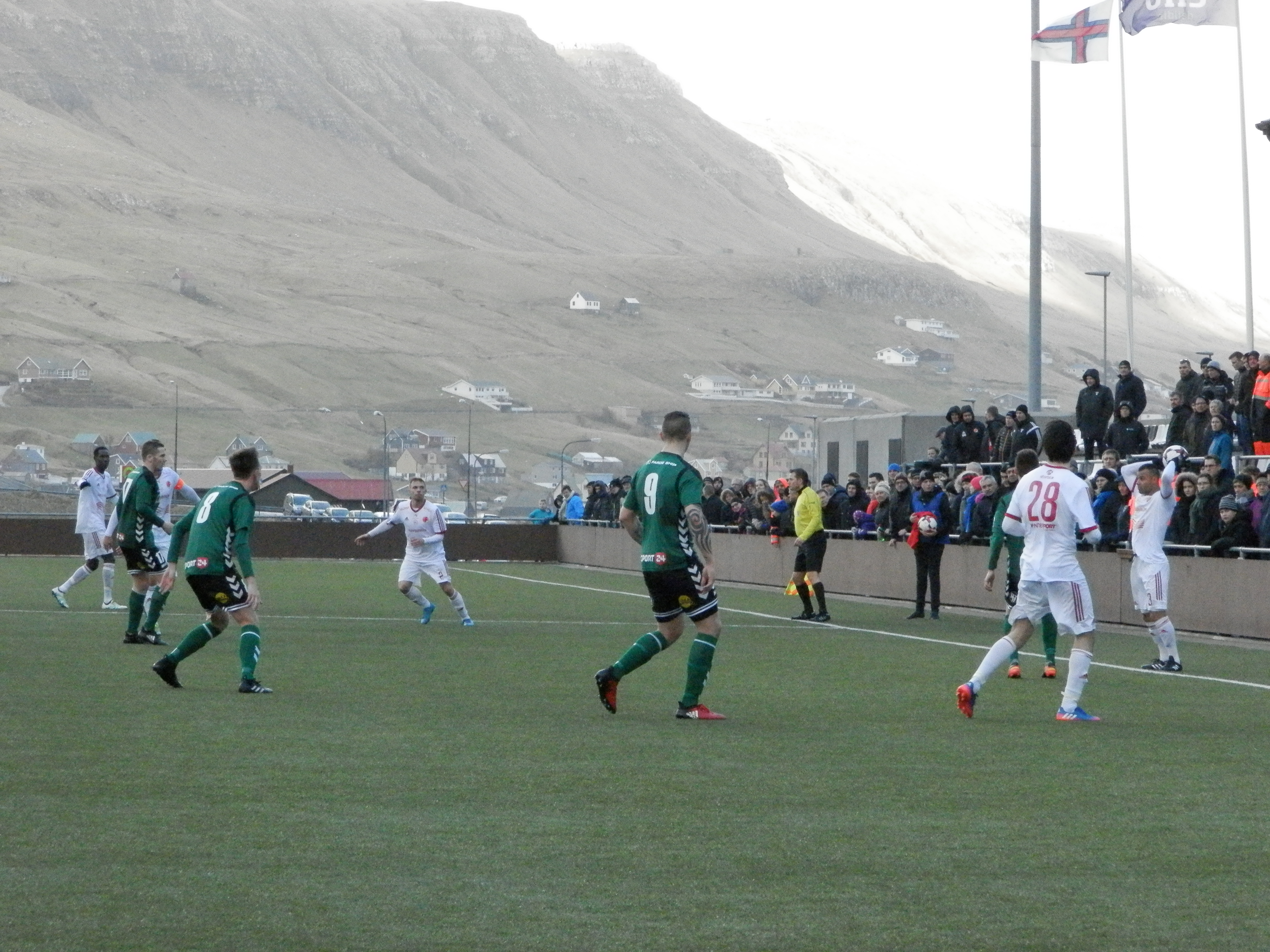
TB/FCS/Royn (grün) in ihrem ersten Spiel gegen ÍF Fuglafjørður (weiß) 2017.

Rekordspieler der ersten Liga ist Búi Egilsson mit 51 Spielen. Egilsson erzielte zudem mit 14 die meisten Tore in der Betrideildin (Stand: Ende 2018).

## Ligarekorde
- Beste Ligaplatzierung: 7. Platz (2018)
- Höchster Heimsieg: 3:1 gegen 07 Vestur (18. Juni 2017), 2:0 gegen Skála ÍF (17. April 2017)
- Höchste Heimniederlage: 0:4 gegen NSÍ Runavík (19. August 2018)
- Höchster Auswärtssieg: 4:0 gegen ÍF Fuglafjørður (3. Juni 2017), 4:0 gegen AB Argir (27. Juli 2018)
- Höchste Auswärtsniederlage: 0:4 gegen NSÍ Runavík (6. August 2017), 0:4 gegen HB Tórshavn (19. August 2018)
- Torreichstes Spiel: TB/FC Suðuroy/Royn gegen B36 Tórshavn (23. April 2017), KÍ Klaksvík gegen TB/FC Suðuroy/Royn 4:1 (23. Juli 2017), Víkingur Gøta gegen TB/FC Suðuroy/Royn 2:3 (24. September 2017), TB/FC Suðuroy/Royn gegen EB/Streymur 3:2 (6. Mai 2018), TB/FC Suðuroy/Royn gegen Víkingur Gøta 1:4 (3. Juni 2018), TB/FC Suðuroy/Royn gegen HB Tórshavn 1:4 (23. Juni 2018)
- Ewige Tabelle: 21. Platz

## Frauenfußball
2018 spielte das Frauenteam von TB/FC Suðuroy/Royn zum ersten Mal in der 1. Deild. 2021 gelang als Zweitplatzierter hinter HB Tórshavn II der Aufstieg in die Betrideildin. Mit null Punkten nach 21 Spielen und einem Torverhältnis von 3:194 wurde das bis dahin schlechteste Ergebnis eines färöischen Erstligisten erzielt.

### Ligarekorde
- Höchster Heimsieg: 3:1 gegen Skála ÍF (11. Mai 2024)
- Höchster Auswärtssieg: 4:0 gegen FC Hoyvík (8. Juni 2024)
- Höchste Heimniederlage: 0:17 gegen NSÍ Runavík (7. August 2022)
- Höchste Auswärtsniederlage: 0:14 gegen 07 Vestur (21. Mai 2022), 0:14 gegen KÍ Klaksvík (31. Juli 2022)
- Torreichstes Spiel: TB/FC Suðuroy/Royn gegen NSÍ Runavík 0:17 (7. August 2022)
- Ewige Tabelle: 26. Platz

### Spielerinnen
Rekordspielerin der ersten Liga ist Bára í Lágabø mit 54 Spielen. Julia Carr und Torgerð Suðuroy erzielten mit jeweils vier die meisten Tore in der Betrideildin (Stand: Ende 2024).